# Церматт
Церматт (нім. Zermatt) — присілок і громада  в Швейцарії в кантоні Вале, округ Фісп, кліматичний курорт і центр зимового спорту й альпінізму в Пеннінських Альпах, поблизу кордону з Італією.
Навколо присілку знаходиться більшість чотиритисячніків Пеннінських Альп, таких як найвища вершина Швейцарії — пік Дюфур (4634 м) у масиві Монте-Роза і Маттергорн (4478 м), на північному схилі якого на висоті 1608 метрів і розташований присілок. Горнергратбаном, що піднімається майже на півтора кілометра Церматт з'єднаний з однойменним пасмом.
Через присілок протікає річка Маттерфіспа (нім. Matter Vispa), що має живлення від другого за розмірами альпійського льодовика Горнер.
Дорога з Церматта прямує до італійського присілку Червінія (долина Вальтурнанш, регіон Валле-д'Аоста) перевалом Теодул (нім. Theodulpass, італ. Colle del Teodulo, фр. Col de Saint-Théodule).
Загальне населення коливається в залежності від кількості приїжджаючих туристів. Рух автомобілів заборонено і для пересування використовуються електромобілі. До Церматта можна дістатися на поїзді з Бріга або Теша.

## Географія
Громада розташована на відстані близько 110 км на південь від Берна, 38 км на південний схід від Сьйона.
Церматт має площу 242,9 км², з яких на 0,8% дозволяється будівництво (житлове та будівництво доріг), 9,4% використовуються в сільськогосподарських цілях, 4,6% зайнято лісами, 85,2% не є продуктивними (річки, льодовики або гори).

## Демографія
2019 року в громаді мешкало 5765 осіб (+0,8% порівняно з 2010 роком), іноземців було 41,1%. Густота населення становила 24 осіб/км².
За віковим діапазоном населення розподілялося таким чином: 16,7% — особи молодші 20 років, 69,2% — особи у віці 20—64 років, 14,2% — особи у віці 65 років та старші. Було 2894 помешкань (у середньому 2 особи в помешканні).
Із загальної кількості 7080 працюючих 39 було зайнятих в первинному секторі, 633 — в обробній промисловості, 6408 — в галузі послуг.

## Транспорт
- Маттергорн-Готтард-бан
- Льодовиковий експрес
- Горнергратбан
- Фунікулер Церматт–Зуннегга
- Трамвай у Риффельальп
- Air Zermatt[de]